# Berberaap
De berberaap of magot (Macaca sylvanus) is een makaak uit de familie Cercopithecidae. Het is de enige makaak die buiten Azië voorkomt, en de enige apensoort die in Europa in het wild leeft, namelijk op de rots van Gibraltar. De wetenschappelijke naam van de soort werd in 1758 als Simia sylvanus gepubliceerd door Carl Linnaeus.

## Herkenning
De berberaap heeft, net als de meeste andere makaken, een kaal gezicht. Bij de berberaap is het gezicht roze. Het is een aap met een dikke oker-grijze vacht, waarbij de kroon, handen en voeten een oranje kleur hebben, en het gezicht wordt omringd door donkere haren. 
De berberaap heeft lange ledematen (beide ongeveer even lang) en korte, brede handen. De berberaap heeft, in tegenstelling tot de meeste andere makaken, geen staart. Dit zijn aanpassingen aan het leven op de grond: berberapen besteden meer tijd op de grond dan enige andere makaak. 
Mannetjes zijn groter dan vrouwtjes. Een mannetje heeft een lichaamslengte van 65 tot 75 centimeter, een schouderhoogte tot 50 centimeter en een gewicht van 7 tot 10 kilogram. Een vrouwtje heeft een lichaamslengte van 55 tot 65 centimeter, een schouderhoogte tot 45 centimeter en een gewicht van 4 tot 7 kilogram. Een berberaap wordt ongeveer 20 jaar oud.

## Leefgebied, verspreiding en voedsel
De berberaap kwam vroeger voor van Marokko tot Libië en Egypte, maar komt nu alleen nog maar voor in de cederbossen van het Rifgebergte en Atlasgebergte in Marokko en Algerije, tot 2000 meter hoogte. Ook wordt hij aangetroffen in eikenbossen en op begroeide rotshellingen. 
De berberaap is een dagdier en een omnivoor. Hij eet vooral zaden als eikels, maar ook knoppen, gras, bladeren, knollen, bloemen, paddenstoelen, bast en korstmossen staan op zijn dieet. Hij eet ook dierlijk materiaal, van insecten tot vogels, waarbij vooral rupsen een belangrijk onderdeel van zijn dieet vormen. De berberaap heeft wangzakken, waarin hij voedsel kan opslaan.

### Berberapen in Europa
In Europa komen berberapen alleen in het wild voor op de Rots van Gibraltar, waar een populatie van ruim tweehonderd dieren kunstmatig in stand wordt gehouden. De legende gaat dat zolang er apen op de rots leven, Gibraltar in handen blijft van de Britten. De Britten doen er dus alles aan om ervoor te zorgen dat de apen op de rots blijven. 
Er zijn fossielen van de soort in Europa aangetroffen, die erop duiden dat de soort in het Pleistoceen in Europa voorkwam. In juni 2014 werd op de tweede maasvlakte een stukje rechteronderkaak met een kies van de Macaca sylvanus florentina gevonden. Het stukje bot zou enkele honderdduizenden jaren oud zijn. Een andere vondst van deze soort werd eerder aangetoffen in Tegelen. Dit stukje bot is gedateerd op 1,5 miljoen jaar oud. Waarschijnlijk stierf de soort aan het einde van de Pleistoceen in Europa uit, en is de populatie op Gibraltar later ingevoerd. De berberapen waren echter al aanwezig op de rots toen deze in 1704 in Britse handen viel.
In 1763 werd een groep losgelaten in Duitsland. Deze deed het zeer goed, totdat hij door menselijk toedoen in 1784 werd uitgeroeid.

## Gedrag

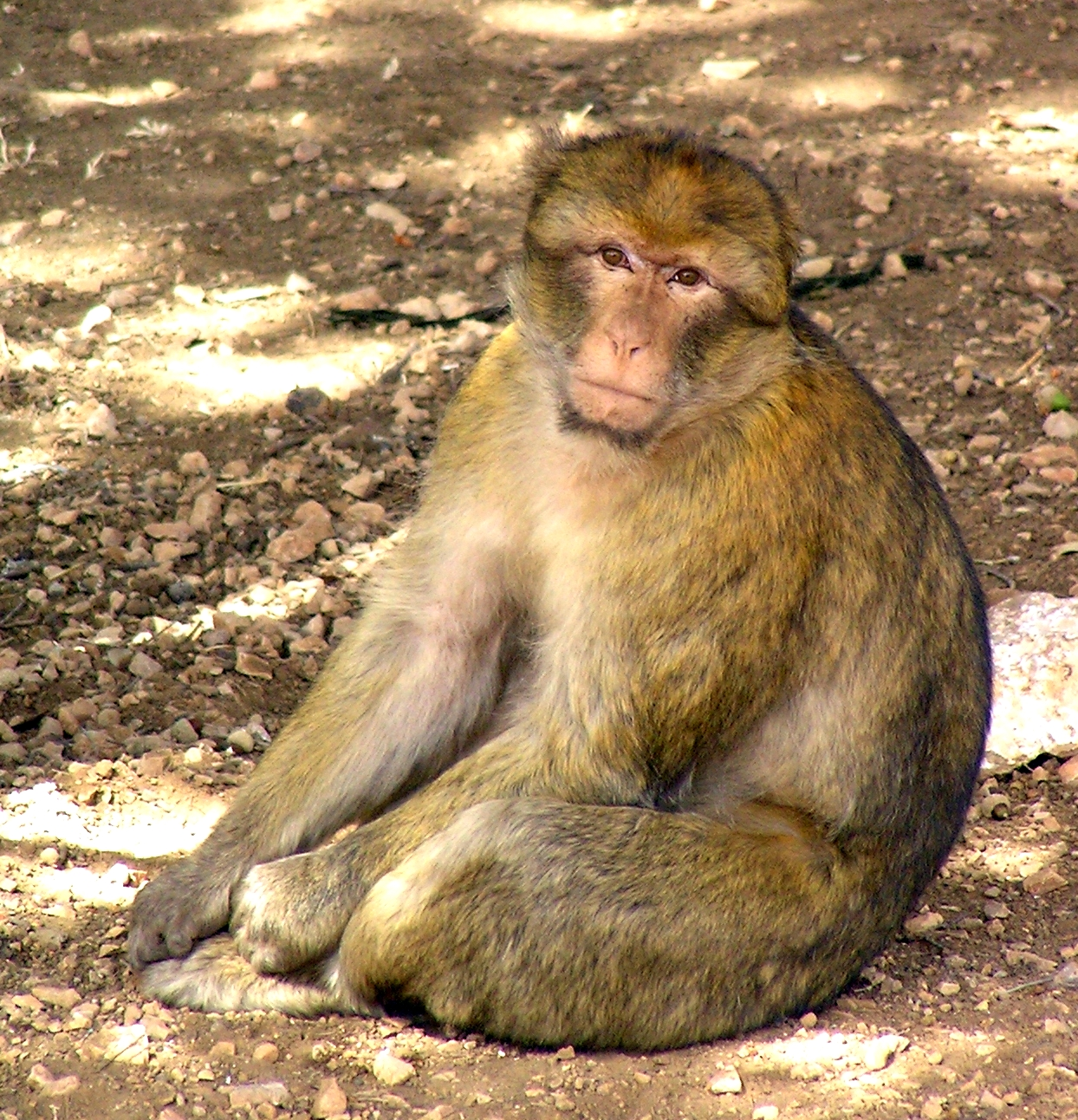
Een berberaap

De berberaap leeft in groepen van zeven tot veertig dieren. In een groep leven vaak meerdere volwassen mannetjes. De mannetjes werken samen om roofdieren weg te jagen. Mannetjes wisselen vaak van groep, terwijl vrouwtjes hun hele leven in één groep blijven. 

## Voortplanting
In de paartijd zwelt het achterste van het vrouwtje op. Van februari tot juni vinden de geboortes plaats. Na een draagtijd van zes tot zeven maanden wordt één jong geboren. Bijzonder is dat ook mannetjes belangstelling voor de jongen tonen, meer dan bij de meeste andere makaken. Zowel de mannetjes als de vrouwtjes vlooien en dragen de jongen, en beschermen ze tegen roofdieren. Na zes maanden worden de jongen gespeend, en na een jaar zijn de jongen onafhankelijk. De berberaap is na vier jaar geslachtsrijp.

## Bedreiging
De status van de soort was volgens de Rode Lijst van de IUCN lange tijd 'kwetsbaar'. In 2008 is dit niveau bijgesteld naar 'bedreigd'. Dit komt vooral doordat het bos wordt gekapt om ruimte te maken voor landbouwgrond. Ook wordt deze soort regelmatig als huisdier aangeboden op markten in Marokko en Algerije. Hij is echter door zijn sloopgedrag en agressiviteit ongeschikt om in huis gehouden te worden. Veel apen die zijn ondergebracht bij Stichting AAP zijn dan ook berberapen.